# Premiul Erasmus
Premiul Erasmus a fost înființat în 1958 de Bernhard de Lippe-Biesterfeld, prințul consort al reginei Juliana a Țărilor de Jos, și este acordat anual unei persoane sau instituții care a adus o contribuție excepțională culturii, societății sau științelor sociale din Europa sau din lumea întreagă. Premiul constă din suma de 150.000 €, în numerar.
Subliniind importanța toleranței, multiculturalismului și gândirii critice, eliberate de dogme, Fundația Premiului Erasmus (în engleză Praemium Erasmianum Foundation) se străduiește să aplice aceste valori în selecția laureaților săi. Premiul Erasmus este acordat de consiliul de conducere al Fundației Premiului Erasmus. Patronul Fundației este maiestatea sa regele Țărilor de Jos.

## Premiul Erasmus 2015
La 15 ianuarie 2015, Fundația a anunțat că a atribuit Premiul Erasmus 2015 asociației Wikipedia pentru că a promovat diseminarea cunoștințelor prin intermediul unei enciclopedii cuprinzătoare și universal accesibile. Pentru a ajunge la acest rezultat, inițiatorii Wikipedia au conceput o platformă nouă și democratică. Premiul recunoaște în special caracterul de comunitate al Wikipedia, un proiect care implică munca colectivă a zeci de mii de voluntari din lumea întreagă, care ajută la realizarea acestei inițiative.
Distribuind cunoștințele și în locuri în care acestea erau inaccesibile în trecut, Wikipedia joacă un rol important și în țări în care neutralitatea și informarea liberă nu sunt garantate. Prin accesibilitatea sa în lumea întreagă și prin impactul său social, Wikipedia susține ideea că există o singură lume, chiar și dacă în diversitate. Ea este o lucrare de referință digitală, disponibilă în multe limbi și aflată în permanentă dezvoltare. Prin caracterul său deschis, Wikipedia scoate în evidență faptul că sursele cunoașterii nu sunt neutre și trebuie permanent cumpănite. Prin atenția critică pe care o acordă textului, surselor și răspândirii cunoașterii, Wikipedia reflectă ideile lui Erasmus din Rotterdam, cetățean al lumii al cărui nume îl poartă premiul.